# Battaglia di King's Mountain
La battaglia di King's Mountain venne combattuta il 7 ottobre 1780 sull'omonima collina della Carolina del Sud (circa 14 chilometri a sud dell'odierna cittadina di Kings Mountain in Carolina del Nord), nell'ambito dei più vasti eventi del teatro meridionale della guerra d'indipendenza americana.
La battaglia fu in effetti uno scontro fratricida tra americani, visto che ad affrontarsi furono da un lato i reparti di irregolari locali che sostenevano l'indipendenza dei nascenti Stati Uniti d'America, e dall'altro una forza della milizia "lealista" fedele al legame con il Regno di Gran Bretagna. I lealisti, al comando del maggiore Patrick Ferguson, furono braccati dalle forze ribelli e infine attaccati di sorpresa mentre sostavano sulla cima di una collina nota come King's Mountain: nel corso di un duro quanto confuso scontro, Ferguson fu ucciso e la forza lealista quasi completamente annientata.
Ben al di là dei suoi effetti materiali, King's Mountain rappresentò un toccasana per il morale degli indipendentisti americani, scosso da una lunga serie di sconfitte militari patite negli anni precedenti; la ripresa morale fece seguito a quella delle fortune belliche, e la battaglia fu ben presto annoverata come uno dei punti di svolta della guerra. Il campo di battaglia è oggi preservato come Kings Mountain National Military Park e dal 1996 è inserito nel National Register of Historic Places.

## Antefatti
La campagna lanciata a metà 1780 dalle forze britanniche per sottomettere le regioni interne della Carolina del Sud degenerò ben presto in una sanguinosa serie di scontri armati. Battute con relativa facilità le truppe regolari dell'Esercito continentale americano, l'armata britannica del generale Charles Cornwallis si era ritrovata bloccata in un sanguinoso conflitto di guerriglia contro la popolazione locale: bande di partigiani e guerriglieri più o meno organizzate presero a formarsi nelle regioni interne della Carolina del Sud, iniziando una serie di agguati a pattuglie, presidi e convogli di rifornimento britannici sfruttando la protezione offerta dalle fitte foreste e dalle ampie paludi che ricoprivano la regione. Alle azioni dei guerriglieri i britannici risposero con atti di rappresaglia via via crescenti, in un crescendo continuo di violenza.
La Carolina del Sud era una delle Tredici colonie dove più forte era la presenza di "lealisti" contrari alla rivoluzione e fedeli al legame con il Regno di Gran Bretagna. I britannici provvidero quindi ad armare un gran numero di unità di miliziani lealisti per rimpolpare i loro scarni ranghi e dare la caccia alle bande di guerriglieri; questo, inevitabilmente, trasformò il conflitto in corso in Carolina del Sud in una vera e propria guerra civile tra americani, con un grado di ferocia molto elevato. Tra i comandanti delle milizie lealiste che si misero in luce nel periodo figurò il maggiore Patrick Ferguson: ufficiale di origini scozzesi con più di venti anni di servizio nel British Army, Ferguson era già un veterano del conflitto contro i ribelli americani e aveva perso l'uso di un braccio a seguito di una ferita riportata nella battaglia di Brandywine. Fautore della linea dura, Ferguson sosteneva che solo «una guerra di disperazione» che fosse «scioccante per l'umanità» avrebbe potuto interrompere le azioni dei guerriglieri e pacificare la Carolina del Sud.
Le azioni della guerriglia stavano esasperando Cornwallis, che pure il 16 agosto 1780 aveva riportato una nuova devastante vittoria sulle truppe regolari americane nella battaglia di Camden. La rotta delle forze americane dopo lo scontro apriva però nuove prospettive strategiche: benché gli ordini per Cornwallis fossero di non lasciare la Carolina del Sud prima che la regione fosse completamente pacificata, il generale si convinse che una rapida avanzata in Carolina del Nord sulla scia del successo di Camden avrebbe potuto portare alla sottomissione di questa colonia e al conseguente taglio delle linee di approvvigionamento dei guerriglieri del sud, i quali sarebbero quindi lentamente collassati per mancanza di armi e munizioni. Ai primi di settembre, quindi, Cornwallis lasciò la Carolina del Sud alla volta della Carolina del Nord.

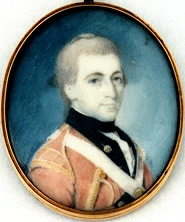
Il maggiore Ferguson in un ritratto dell'epoca

Le prime fasi della campagna furono positive per i britannici: incontrando una resistenza trascurabile, Cornwallis occupò Hillsborough e quindi l'importante città di Charlotte. Nel frattempo, il maggiore Ferguson fu distaccato sul fianco sinistro di Cornwallis con un contingente di 350 miliziani, allo scopo di battere le regioni occidentali della Carolina del Nord per reclutare alla causa britannica i lealisti locali; per due settimane Ferguson batté la regione (comprendente all'epoca anche parte del moderno Tennessee), portando gli uomini al suo comando a circa 1 000, ed emanò un duro proclama contro i ribelli del luogo, minacciando di «mettere a ferro e fuoco il paese». La reazione dei locali, in maggioranza montanari e uomini di frontiera abituati alla vita dura e in perenne conflitto con le autorità governative britanniche che volevano frenare la colonizzazione dell'ovest americano, fu di estesa rivolta: varie unità di miliziani presero a contrastare gli uomini di Ferguson, venendo subito rinforzati da 400 guerriglieri provenienti dalla Carolina del Sud e da altri arrivati dalla Virginia. Temendo di essere messo in inferiorità numerica, Ferguson lasciò la regione e marciò verso est alla volta di Charlotte per ricongiungersi a Cornwallis, venendo braccato dai ribelli.

## La battaglia
Per il 7 ottobre il maggiore Ferguson era arrivato a circa una trentina di chilometri dalle forze di Cornwallis e si accampò con le sue truppe sulla cima di un colle dai fianchi ripidi e boscosi, noto come King's Mountain (o Kings Mountain), poco a sud del confine meridionale della Carolina del Nord, nell'odierna Contea di Cherokee in Carolina del Sud. I ribelli erano poco lontani: una forza di circa 1 000 miliziani, una vasta collezione di unità irregolari agli ordini di vari capi locali (in particolare i colonnelli Benjamin Cleveland, James Johnston, William Campbell, John Sevier, Joseph McDowell e Isaac Shelby) era da tempo sulle tracce di Ferguson e, informata che il maggiore aveva diretto su King's Mountain, aveva marciato per tutta la notte del 6 ottobre e la mattina del 7 per intercettarlo. Ferguson, al sicuro in una buona posizione difensiva, non si aspettava un attacco.
La battaglia iniziò nel primo pomeriggio: dopo aver circondato su tre lati King's Mountain, i ribelli si lanciarono all'attacco. Entrambi gli schieramenti erano composti da miliziani poco addestrati e lo scontro si svolse confusamente; il piano dei ribelli fu riassunto in questo modo: «ogni uomo avrebbe dovuto lanciare un grido, correre avanti e combattere al meglio delle sue possibilità». I miliziani si arrampicarono verso la cima di King's Mountain, combattendo contro la ripida pendenza e muovendosi in ordine sparso approfittando di ogni riparo naturale; gli uomini della frontiera erano tutti abili tiratori e fecero ben presto pagare un alto pedaggio ai lealisti di Ferguson. Raggiunta la cima, lo scontro si trasformò in una mischia, con combattimenti corpo a corpo e scambi di fucilate a distanza ravvicinata; i lealisti furono respinti su ogni lato e andarono ad ammassarsi al centro della posizione, ma Ferguson rifiutò ogni proposta di resa. Montato sul suo cavallo bianco, il maggiore si portò in avanti, non è chiaro se per spronare i suoi uomini, per fuggire o per cercare la morte in battaglia; a ogni modo, fu ben presto riconosciuto dai ribelli e abbattuto da non meno di sette colpi di moschetto.
Con la perdita del loro comandante la risolutezza dei lealisti svanì e vari uomini iniziarono ad arrendersi in massa; gli ufficiali della milizia ribelle faticarono non poco a riprendere il controllo dei propri sottoposti e diversi lealisti furono uccisi una volta gettate le armi. Alla fine, l'intera forza di Ferguson fu quasi completamente annientata con gran parte degli uomini uccisi o presi prigionieri.

## Conseguenze

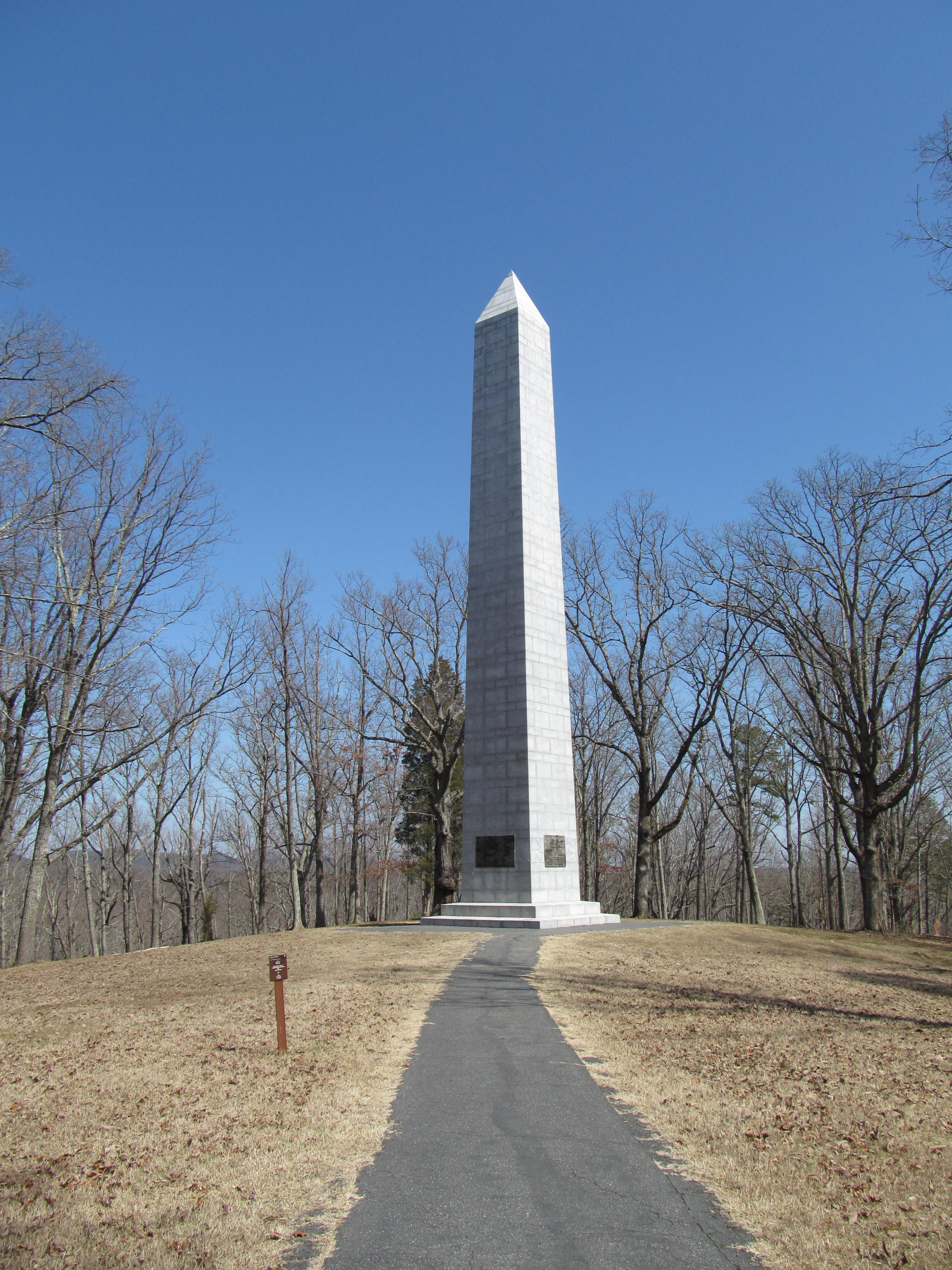
Il moderno memoriale dedicato alla battaglia

La battaglia di King's Mountain fu un duro e sanguinoso scontro fratricida tra americani: in effetti, tra i presenti alla battaglia solo il maggiore Ferguson non era un americano. La milizia ribelle riportò 90 o 92 tra morti e feriti, mentre la forza lealista fu distrutta lasciando sul campo 300 o 320 caduti e circa 700 prigionieri in mano dei ribelli. Costoro lasciarono insepolti sul campo di battaglia i cadaveri nemici e con loro molti dei lealisti feriti nello scontro, i quali caddero ben presto vittima degli stenti e dei lupi che infestavano la zona. Privati di scarpe e vestiti, i lealisti presi prigionieri furono costretti a marciare per più di 60 chilometri fino al villaggio di Gibert Town; qui, improvvisate corti marziali si misero a processare in maniera più che sommaria i prigionieri, condannandone a morte 36: nove uomini furono impiccati quella stessa notte, mentre gli altri furono risparmiati solo perché giunse la notizia che forze britanniche stavano convergendo nell'area.
Informato del disastro di King's Mountain dai pochi sopravvissuti fuggiti dal campo di battaglia, Cornwallis decise di interrompere la sua invasione della Carolina del Nord e riportò la sua armata a Winnsboro in Carolina del Sud, dove stabilì i suoi quartieri invernali. Tatticamente King's mountain fu una sconfitta grave ma non incapacitante per le forze britanniche, le quali superavano ancora abbondantemente in numero e organizzazione le raccogliticce forze dell'Esercito continentale americano schierate nel sud delle Tredici colonie: pur demoralizzata, la forza di Cornwallis rappresentava ancora una minaccia mortale per la causa dell'indipendenza americana.
Ben al di là dei suoi effetti materiali, King's Mountain fu importante per il suo effetto morale: nei quattro precedenti anni di guerra gli americani non avevano riportato alcuna importante vittoria militare, passando anzi, in particolare nelle regioni meridionali, da una grave disfatta all'altra; per tre volte, negli anni precedenti, l'armata americana del sud era stata sbaragliata e messa in rotta dai britannici. I vertici politici del Secondo congresso continentale erano sfiduciati da questo succedersi di sconfitte e vari reparti dell'esercito americano, a corto di uomini e rifornimenti di ogni tipo, erano arrivati spesso sul punto di ammutinarsi. Il Regno di Francia aveva per cinque anni sostenuti i ribelli americani, dichiarando anche guerra alla Gran Bretagna nel 1778, ma la scarsità di risultati concreti nel conflitto americano aveva dato forza ai sostenitori della pace in seno al governo francese.
King's Mountain rappresentò per il teatro meridionale della guerra quello che la battaglia di Trenton del 26 dicembre 1776 era stato per il teatro settentrionale: lo scontro scosse pesantemente il morale dei lealisti e, all'opposto, rincuorò i sostenitori della rivoluzione, venendo percepito da questi ultimi come una chiara interruzione della serie di sconfitte precedenti. George Washington stimò che il successo di King's Mountain avrebbe esercitato «un'influenza positiva sulle successive operazioni nel Sud», cosa che in effetti si verificò ben presto: rincuorato dall'ottima prova fornita dalle bande di irregolari delle Caroline, il nuovo comandante delle forze americane nel sud, generale Nathanael Greene, decise di impiegare attivamente i suoi reparti per sostenere la guerriglia locale e alla fine del dicembre 1780 riportò l'Esercito continentale in Carolina del Sud; la mossa avrebbe poi portato alla vittoria americana sui regolari britannici nella battaglia di Cowpens il 17 gennaio 1781.